# 周营镇 (沈丘县)
周营乡，是中华人民共和国河南省周口市沈丘县下辖的一个乡镇级行政单位。

## 行政区划
周营乡下辖以下地区：
周营村、东李营村、张营村、崔营村、孔营村、大欧营村、马营村、郭寨村、李楼营村、黄孟营村、孟寨村、谢营村、王寨村、大李口村、西李口村、赵庄村、赵寨村、李湾村、刘集村和西李营村。